# Verein der Ausländischen Presse in Deutschland

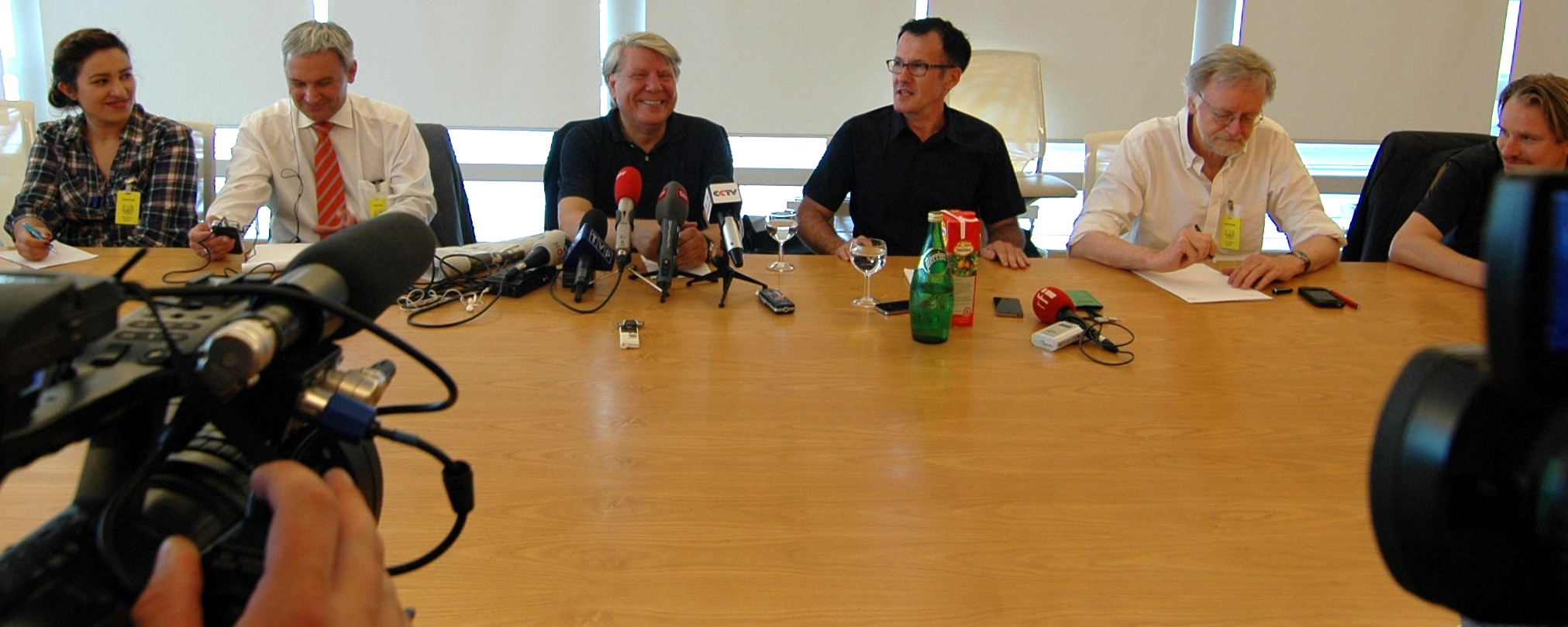
VAP-Gespräch mit Gunter Gebauer (3. v. l.) und dem ehemaligen VAP-Vorsitzenden Pascal Thibaut (3. v. r.) in der Französischen Botschaft in Berlin

Der Verein der Ausländischen Presse in Deutschland e. V. (VAP) ist eine Vereinigung der Deutschland-Korrespondenten internationaler Massenmedien in Deutschland mit Sitz in Berlin. Er wurde 1906 gegründet und ist damit die älteste Journalistenorganisation Deutschlands und eine der ältesten der Welt.

## Organisation
Der Verein zählt rund 420 Mitglieder aus rund sechzig Ländern. Es sind Berufsjournalisten für Printmedien, Nachrichtenagenturen, Fernseh- und Radiosender sowie für Internetmedien  die ihren Sitz im Ausland haben. Die ausländischen professionellen Beobachter von Land und Leuten prägen das Deutschlandbild in der Welt.

### Vorstand
Der Vorstand setzt sich (Stand 2/2023) wie folgt zusammen
- Georgios Pappas (Griechenland) - Vorsitzender
- Nataliia Fiebrig (Ukraine)- stellv. Vorsitzende
- Melissa Eddy (USA)
- Tatiana Firsova (Russland)
- Mathias Sonne (Dänemark)
- Rob Savelberg (Niederlande)
- Lotta Lundberg (Schweden)

## Geschichte
Gegründet wurde der VAP im Jahre 1906. Erster Vorsitzender war der Österreicher Paul Goldmann, Korrespondent der Wiener Neuen Freien Presse. Das Schreiben, mit dem er in Berlin dem Auswärtigen Amt und den Behörden die Gründung anzeigte, trägt das Datum vom 30. Juni 1906. Anfangs gab es nur dreißig Mitglieder. Offiziell eingetragen wurde der Verein aber erst 19 Jahre später, zu diesem Zeitpunkt hatte er bereits mehr als achtzig Mitglieder.
Zwischen 1945 und 1951 ruhte der Verein. Danach – Deutschland war inzwischen in zwei Staaten geteilt worden – mussten zwei voneinander unabhängige Vereinigungen gegründet werden: Der bundesweite VAP am Regierungssitz Bonn, der zweite mit Sitz in Berlin, der auch Journalisten offenstand, die von West-Berlin aus über die DDR berichteten. Mit Ausblick auf eine mögliche Wiedervereinigung hieß es bei der Gründung des VAP in der Bundesrepublik Deutschland e. V.: „Es besteht die Absicht, den in Bonn neugebildeten Verein der Auslands-Journalisten, sobald es die Verhältnisse erlauben, die Nachfolgeschaft des ‚Vereins der Ausländischen Presse zu Berlin e. V.‘ antreten zu lassen.“
Bei der Neugründung in der Bundesrepublik betrug die Mitgliederzahl bei Gründung wiederum etwa dreißig Korrespondenten. Zu diesem Zeitpunkt besaßen die ausländischen Journalisten auf Grund besserer Beziehungen zu den Militärregierungen noch einen klaren Informationsvorsprung gegenüber den deutschen Kollegen, was anfangs zu erheblichen Spannungen zwischen beiden Gruppen führte. Die Auslandspresse war – so wie die Bundespressekonferenz – für die nächsten vier Jahrzehnte in Bonn etabliert; es fehlte nur noch ein repräsentatives Clubhaus für die Empfänge. Nach jahrelangen Verhandlungen übernahm der Verein im April 1954 einen Anteil von 5.000 DM an der „Presseclub-Wirtschafts-GmbH“ und bezog zusammen mit dem Deutschen Presseclub das Haus in der Koblenzer Straße 95 (ab 1977 Heinrich-Brüning-Straße 20). 1955 kamen sowjetische Korrespondenten nach Bonn. Auch sie wurden in den VAP aufgenommen, allerdings erst nach längeren Diskussionen.
Heftige Diskussionen gab es auch um die Mitgliedschaft der Korrespondenten aus der DDR. Da die DDR nach westdeutscher Auffassung als Inland betrachtet wurde und nach ostdeutschem Wunsch als Ausland zu gelten hatte, gab es gegen den Beitritt der Korrespondenten aus der DDR in den VAP große Vorbehalte. Während die DDR-Journalisten beim Bundespresseamt nicht als Auslandskorrespondenten akkreditiert wurden, erhielten sie im Sinne des Grundlagenvertrages ab 1975 den besonderen Status als Korrespondenten eines anderen Staates und konnten Mitglieder des VAP sein. 1990 wurde der für den Allgemeinen Deutschen Nachrichtendienst der DDR tätige Horst Schäfer sogar in den Vorstand des Vereins gewählt. Die Mitgliedschaften der Korrespondenten aus der DDR endeten mit der Wiedervereinigung.
Anfang 1990 erfolgte die Fusion der beiden VAPs zu der heutigen Organisation.